# Список марджа
У цій статті наводиться список богословів, що мають титул марджа ат-таклід.

## Сучасні
| №  | Ім'я                        | Портрет | Рік народження | Місце народження                           | Освіта    | Резиденція | Сайт           |
| -- | --------------------------- | ------- | -------------- | ------------------------------------------ | --------- | ---------- | -------------- |
| 1  | Вахід Хорасані              |         | 1924           | Іран                                       | Ірак      | Іран       | Офіційний сайт |
| 2  | Макарем Шіразі              |         | 1924           | Іран                                       | Іран      | Іран       | Офіційний сайт |
| 3  | Садик Рохані                |         | 1926           | Іран                                       | Ірак      | Іран       | Офіційний сайт |
| 4  | Мохагіг Кабулі              |         | 1928           | Афганістан                                 | Ірак      | Афганістан | Офіційний сайт |
| 5  | Алі аль-Сістані             |         | 1930           | Іран                                       | Ірак      | Ірак       | Офіційний сайт |
| 6  | Муртаза Казвіні             |         | 1931           | Ірак                                       | Ірак      | Ірак       | Офіційний сайт |
| 7  | Мухаммад-Ібрагім Джаннаті   |         | 1932           | Іран                                       | Ірак      | Іран       | Офіційний сайт |
| 8  | Мухаммад Гусейн Наджафі     |         | 1932           | Саргодха, Британська Індія (нині Пакистан) | Ірак      | Пакистан   | Офіційний сайт |
| 9  | Мохаммад Саєд аль-Хакім     |         | 1936           | Ен-Наджаф, Ірак                            | Ірак      | Ірак       | Офіційний сайт |
| 10 | Іса Касім                   |         | 1937           | Діраз, Бахрейн                             | Іран Ірак | Бахрейн    | Офіційний сайт |
| 11 | Юсеф Саанеї                 |         | 1937           | Іран                                       | Ірак      | Іран       | Офіційний сайт |
| 12 | Казим Хаері                 |         | 1938           | Ірак                                       | Ірак      | Ірак       | Офіційний сайт |
| 13 | Алі Хаменеї                 |         | 1939           | Мешхед ( Іран)                             | Іран      | Іран       | Офіційний сайт |
| 14 | Башир Хусейн Неджефі        |         | 1942           | Індія                                      | Ірак      | Ірак       | Офіційний сайт |
| 15 | Садик Гусейні Ширазі        |         | 1942           | Ірак                                       | Ірак      | Іран       | Офіційний сайт |
| 16 | Мухаммад Тагі Модарресі     |         | 1945           | Ірак                                       | Ірак      | Ірак       | Офіційний сайт |
| 17 | Аладін Мусаві Гурафі        |         | 1946           | Ірак                                       | Ірак      | Ірак       | Офіційний сайт |
| 18 | Мохаммад Реза Некунам       |         | 1948           | Іран                                       | Іран      | Іран       | Офіційний сайт |
| 19 | Хосейн Каземейні Боруджерді |         | 1958           | Іран                                       | Іран      | Іран       | Офіційний сайт |
| 20 | Реза Хосейні Нассаб         |         | 1960           | Іран                                       | Іран      | Канада     | Офіційний сайт |
| 21 | Мухаммад Якубі              |         | 1965           | Ірак                                       | Ірак      | Ірак       | Офіційний сайт |
| 22 | Хусейн Маєд                 |         | 1965           | Ірак                                       | Ірак      | Ірак       | Офіційний сайт |
| 23 | Махмуд Хассані Сорхі        |         | 1967           | Ірак                                       | Ірак      | Ірак       | Офіційний сайт |

## Померлі
| №  | Ім'я                         | Портрет | Рік народження | Місце народження            | Рік смерті | Місце смерті  | Освіта | Примітки       |
| -- | ---------------------------- | ------- | -------------- | --------------------------- | ---------- | ------------- | ------ | -------------- |
| 1  | Сеїд Хоссейн Боруджерді      |         | 1875           | Боруджерд, Персія           | 1961       | Кум, Іран     | Ірак   | лур            |
| 2  | Мортеза Мотаххарі            |         | 1920           | Фаріман, Персія             | 1979       | Тегеран, Іран | Іран   | Убитий         |
| 3  | Мухаммад Бакір ас-Садр       |         | 1935           | Казимія, Королівство Ірак   | 1980       | Багдад, Ірак  | Ірак   |                |
| 4  | Мухаммад Гусейн Табатабаї    |         | 1904           | Тебріз, Персія              | 1981       | Іран          | Ірак   |                |
| 5  | Хуссейн Фадлалла             |         | 1935           | Ен-Наджаф, Королівство Ірак | 2010       | Бейрут, Ліван | Ірак   |                |
| 6  | Мухаммад Ширазі              |         | 1928           | Ен-Наджаф, Королівство Ірак | 2001       | Кум Іран      | Ірак   | Офіційний сайт |
| 7  | Хасан Ширазі                 |         | 1937           | Ен-Наджаф, Королівство Ірак | 1980       | Бейрут, Ліван | Ірак   | Книга спогадів |
| 8  | Рухолла Мусаві Хомейні       |         | 1902           | Хомейн, Персія              | 1989       | Тегеран, Іран | Іран   | Офіційний сайт |
| 9  | Мохаммад Казем Шаріатмадарі  |         | 1905           | Тебріз, Персія              | 1986       | Тегеран, Іран | Ірак   |                |
| 10 | Мухаммад Такі Бахджат Фумені |         | 1913           | Фумен, Персія               | 2009       | Кум, Іран     | Ірак   |                |
| 11 | Моджатаба Теграні            |         | 1933           | Тегеран, Іран               | 2013       | Тегеран, Іран | Іран   |                |